# Music Bit
『Music Bit』（ミュージックビット）は、FM大阪で2017年4月3日から2023年3月30日まで放送されたFMラジオ音楽番組である。

## 概要
2017年4月からFM OSAKAが新コミュニケーションネームをFM OH!に改めたのを機に、月曜から木曜のワイド番組を刷新。この番組もその一環で始められた。遠藤は『MUSIC COASTER』、『MUSIC COASTER ∞』、『あつまれ!MUSIC COASTER』、『遠藤淳のYou've Got a Radio!』に続いて夕方枠を担当する。
この番組では、日本のミュージックシーンが見えてくる「聴ける音楽雑誌」をコンセプトに、「今が旬な音楽」と「これからブレイク必至の注目アーティスト」を選りすぐって放送。楽曲のリクエストにも応え、メッセージテーマに寄せられたメールも紹介していく。
髙木が出演する回のみradikoプレミアム・タイムフリー機能による聴取は不可だったが、2018年4月から両機能による視聴も可能になった。
この他、番組グッズとして特製ノートがあり、リクエストフォームからエントリーしたリスナーの中から抽選でプレゼントしていた。
2023年3月30日をもって番組終了。

## 放送時間
- 月曜-木曜 16:00-17:46

祝日や年末年始を中心に特別番組が放送される場合は、休止もしくは短縮放送になる。

## DJ
- 遠藤淳（月-木） - 前番組から続投
- 吉田朱里（月） - 2021年5月より[4]。
- 髙木雄也（Hey!Say!JUMP、火） - 2017年4月7日-2018年3月までは木曜担当[5][2]。
- 坂口有望（木） - 2017年8月22日より[6]2018年4月までは毎週火曜日に出演していたが、大学受験に伴い月1回の出演に変更[7]、その後2021年3月から月2回に[8]、同年5月[4]-2022年5月まで[9]は毎週火曜日に出演していた。

## コーナー
テーマメッセージ
毎回設けられるテーマに沿ったメッセージを募集し、随時紹介している。
夕方チャンス
2021年4月より開始した番組や出演者に関するクイズをおこなうコーナー。随時ヒントが出され、正解者には抽選で1名に3千円分のQUOカードをプレゼントしている。
ジャパネットたかたラジオショッピング
2021年3月より16時25分頃に放送されている。
ゲストからのコメントメッセージ
コメントがある時のみ、16時台後半に放送されている。
ゲストコーナー
17時15分頃に放送されている。
この他、リクエストソングも募集している。

### 過去のフロート番組
kure5-56 長谷川穂積のGo!Go!Lock!
毎週火曜日の17時台に放送されていた。出演は長谷川穂積。